# Pholidornis
Pholidornis is een geslacht van zangvogels waarbij de familie lange tijd incertae sedis was, maar in 2019 werd ingedeeld bij de nieuw ingestelde familie  Hyliidae. De wetenschappelijke naam van het geslacht is voor het eerst geldig gepubliceerd in 1857 door Hartlaub.
De enige soort die bij het geslacht is ingedeeld: 
- Pholidornis rushiae – Dwergmeesastrild